# Dekanat III – św. Stanisława Biskupa Męczennika w Czeladzi
Dekanat czeladzki – jeden z 23 dekanatów diecezji sosnowieckiej, należący do 1992 do archidiecezji częstochowskiej. Patronem dekanatu jest św. Stanisław.

## Parafie
| Parafia                                                                 | Adres                                     | Liczba wiernych | Zdjęcie |
| Parafia św. Archaniołów Michała Gabriela i Rafała w Czeladzi Piaskach   | ul. Wyspiańskiego 1 41-253 Czeladź        | 5 214           |         |
| Parafia św. Mateusza Apostoła w Czeladzi                                | ul. Powstańców Śląskich 34 41-250 Czeladź | 3 400           |         |
| Parafia Matki Bożej Bolesnej w Czeladzi–Piaskach                        | ul. Kościuszki 5 41-253 Czeladź           | 5 678           |         |
| Parafia św. Stanisława biskupa i męczennika w Czeladzi                  | ul. ks. Pieńkowskiego 1 41-250 Czeladź    | 12 992          |         |
| Parafia św. Wojciecha BM w Czeladzi                                     | ul. Składkowskiego 28 41-250 Czeladź      | 3 585           |         |
| Parafia św. Antoniego z Padwy w Wojkowicach                             | ul. Długosza 2 42-580 Wojkowice           | 4 868           |         |
| Parafia Wniebowzięcia Najświętszej Maryi Panny w Wojkowicach-Żychcicach | ul. Sobieskiego 388 42-580 Wojkowice      | 3 754           |         |

## Dziekani dekanatu czeladzkiego od 1984 roku
- ks. prał. Leopold Szweblik
- ks. prał. Mieczysław Oset
- ks. kan. Tadeusz Stępień
- ks. kan. Marian Jankowski
- ks. kan. Leszek Kołczyk
- ks. kan. Marek Turlejski
- ks. kan. Janusz Grela
- ks. Mirosław Sołtysek